# Ciaconna (Pools Requiem)
De Ciaconna uit het Pools Requiem is een compositie van Krzysztof Penderecki uit 2005. Het is geschreven ter nagedachtenis aan Paus Johannes Paulus II, die op 2 april van dat jaar overleed. Deze chaconne is een latere toevoeging aan het veel grotere werk Pools Requiem.
Het is een van de weinige puur instrumentale werken die Penderecki heeft gecomponeerd de laatste jaren. Het klinkt als een klaagzang, die naar het eind een oplossing zoekt en steeds helderder en lichter klinkt om positief te eindigen. De première was in Wrocław onder leiding van de componist.

## Bron en discografie
- Uitgave Naxos; Filharmonisch Orkest van Warschau onder leiding van Antoni Wit.